# Колфеличе
Колфелѝче (на италиански: Colfelice) е село и община в Централна Италия, провинция Фрозиноне, регион Лацио. Разположено е на 158 m надморска височина. Населението на общината е 1893 души (към 2010 г.).